# Просянська сільська рада (Куп'янський район)
Прося́нська сільська́ ра́да — адміністративно-територіальна одиниця та орган місцевого самоврядування в Куп'янському районі Харківської області. Адміністративний центр — село Просянка.

## Загальні відомості
- Просянська сільська рада утворена в 1987 році.
- Територія ради: 57,43 км²
- Населення ради: 829 осіб (станом на 2001 рік)

## Населені пункти
Сільській раді підпорядковані населені пункти:
- с. Просянка
- с. Вовчий Яр
- с. Миколаївка Друга
- с. Миколаївка Перша
- с. Прилютове
- с. Цибівка

## Склад ради
Рада складається з 14 депутатів та голови.
- Голова ради: Нагребельна Надія Василівна
- Секретар ради: Карлаш Ірина Миколаївна

### Керівний склад попередніх скликань
| Прізвище, ім'я, по батькові | Основні відомості                                                          | Дата обрання | Дата звільнення |
| --------------------------- | -------------------------------------------------------------------------- | ------------ | --------------- |
| Мовчан Анатолій Олексійович | Сільський голова, 1973 року народження, член Соціалістичної партії України | 26.03.2006   | 01.02.2008      |
| Нагребельна Надія Василівна | Сільський голова, 1960 року народження, освіта вища, позапартійна          | 01.06.2008   | 31.10.2010      |
| Нагребельна Надія Василівна | Сільський голова, 1960 року народження, освіта вища, член Партії регіонів  | 31.10.2010   |                 |

Примітка: таблиця складена за даними сайту Верховної Ради України

### Депутати
За результатами місцевих виборів 2010 року депутатами ради стали:

#### За суб'єктами висування
| Суб'єкт висування            | Кількість обраних депутатів | %    |
| ---------------------------- | --------------------------- | ---- |
| Партія регіонів              | 13                          | 92,9 |
| Соціалістична партія України | 1                           | 7,1  |

#### За округами
| № округу                     | Прізвище, ім'я, по батькові        | Дата визнання обраним | Освіта             | Партійна приналежність | Відомості про обраного депутата                                     |
| ---------------------------- | ---------------------------------- | --------------------- | ------------------ | ---------------------- | ------------------------------------------------------------------- |
| Партія регіонів              |                                    |                       |                    |                        |                                                                     |
| 1                            | Пірогова Віра Радіонівна           | 03.11.2010            | вища               | член Партії регіонів   | пенсіонер                                                           |
| 2                            | Мандрик Олена Леонідівна           | 03.11.2010            | середня спеціальна | член Партії регіонів   | тимчасово не працює                                                 |
| 3                            | Мовчан Володимир Миколайович       | 03.11.2010            | середня            | член Партії регіонів   | Просянська загальноосвітня школа, завгосп Просянської ЗОШ           |
| 4                            | Деревинський Олександр Миколайович | 03.11.2010            | вища               | член Партії регіонів   | Просянська загальноосвітня школа, вчитель                           |
| 5                            | Карлаш Ірина Миколаївна            | 03.11.2010            | середня спеціальна | позапартійна           | Просянська сільська рада, секретар Просянської сільської ради       |
| 6                            | Бичко Ірина Олексіївна             | 03.11.2010            | середня спеціальна | позапартійна           | ВПЗ «Просянка», началь-ник Просянського почтово-го відділен-ня      |
| 7                            | Жабяк Наталія Іванівна             | 03.11.2010            | середня            | член Партії регіонів   | Просянська загальноосвітня школа, тех.працівник Просянської ЗОШ     |
| 8                            | Авраменко Тетяна Ярославівна       | 03.11.2010            | середня спеціальна | член Партії регіонів   | Просянська загальноосвітня школа, вчитель                           |
| 9                            | Осика Олена Вікторівна             | 03.11.2010            | середня спеціальна | позапартійна           | Просянська сільська рада, землевпорядник Просянської сільської ради |
| 10                           | Гуртяк Галина Федорівна            | 03.11.2010            | середня спеціальна | член Партії регіонів   | ВПЗ «Просянка», листоноша Просянського почтово-го відділен-ня       |
| 11                           | Воробйов Руслан Васильович         | 03.11.2010            | середня спеціальна | член Партії регіонів   | тимчасово не працює                                                 |
| 13                           | Черненко Олександр Вікторович      | 03.11.2010            | середня спеціальна | член Партії регіонів   | тимчасово не працює                                                 |
| 14                           | Новицький Віктор Іванович          | 03.11.2010            | середня            | член Партії регіонів   | пенсіонер                                                           |
| Соціалістична партія України |                                    |                       |                    |                        |                                                                     |
| 12                           | Забайрачний Григорій Олександрович | 03.11.2010            | середня спеціальна | позапартійний          | тимчасово не працює                                                 |